# Opština Debarca
Die Opština Debarca (mazedonisch Општина Дебарца; albanisch Komuna e Debërcës) ist eine Opština Nordmazedoniens. Sie ist Teil der Region Südwesten. Verwaltungssitz ist das Dorf Belčišta.

## Geographie

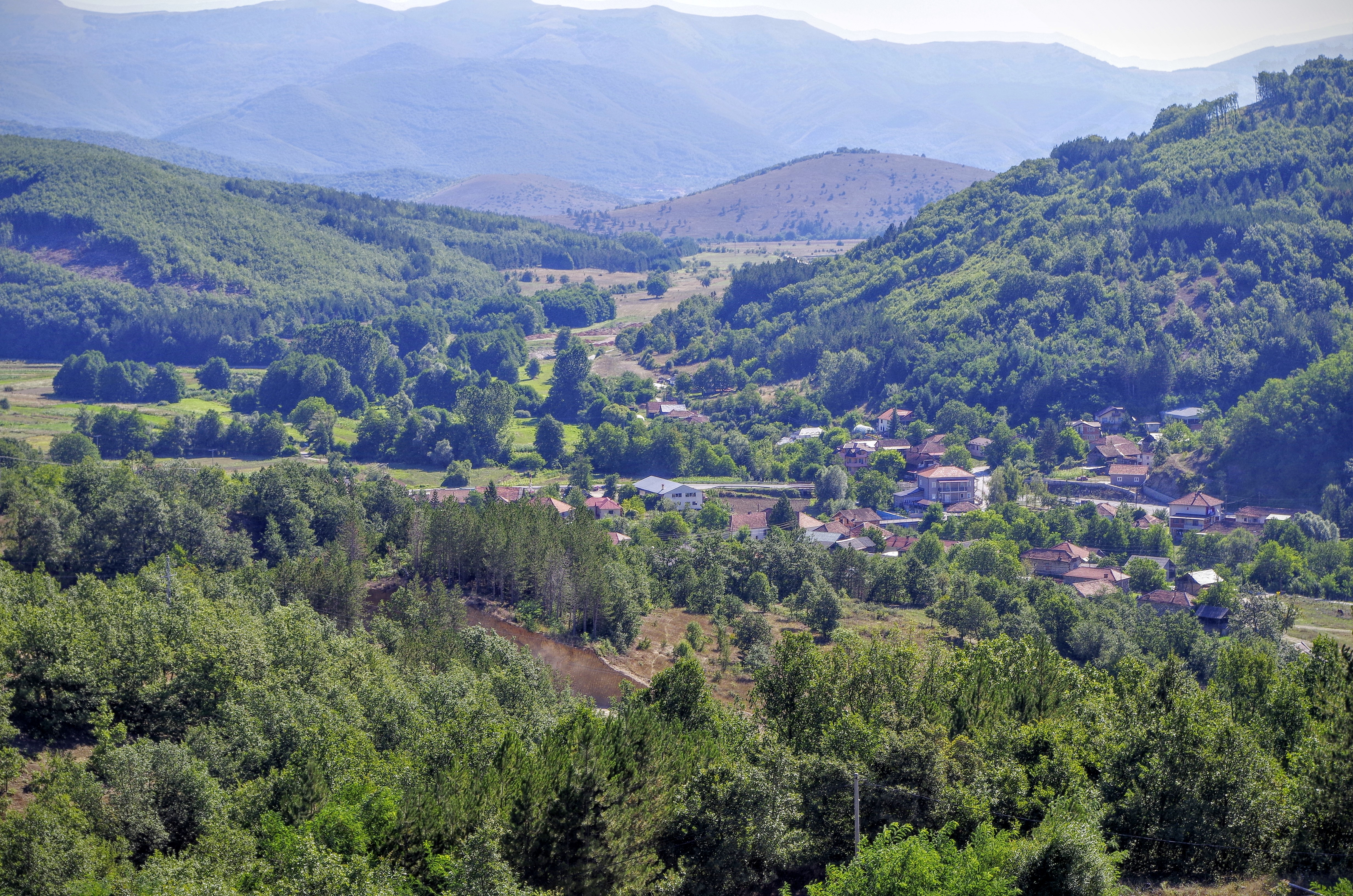
Blick auf Botun im zentralen Gemeindeteil (2016): Die Opština Debarca ist sehr ländlich geprägt, Städte gibt es keine.

Die Opština von Debarca grenzt im Norden an die Gemeinde Kičevo, im Osten an die von Demir Hisar, im Süden an diejenige von Ohrid und im Westen an jene von Struga.
Die Sateska ist mit ihren Zuflüssen das wichtigste Gewässer der Gemeinde. Jene mündet in der Gemeinde Struga in den Ohridsee, womit das gesamte Gemeindegebiet im Einzugsgebiet des Sees und damit auch im Becken von Ohrid liegt.
Im Westen der Opština erheben sich die Berge des Karaorman, die im Gemeindegebiet mit dem Orli Vrv eine maximale Höhe von 1794 m. i. J. erreichen. Im Nordosten liegt das Ilinska-Gebirge und im Süden das Mazatar-Plakenska-Gebirge.
Bis 2004 bildeten Belčišta und Mešeišta eigenständige Opštini. Sie wurden jedoch in diesem Jahr durch die Reformen in der mazedonischen Lokalverwaltung zur Opština Debarca fusioniert.

## Bevölkerung
Die nachfolgende Tabelle stellt die ethnische Bevölkerungsstruktur der Gemeinde laut der Volkszählung 2021 dar.
| Volksgruppe | Absoluter Anteil | Prozentualer Anteil |
| ----------- | ---------------- | ------------------- |
| Mazedonier  | 3330             | 89,54 %             |
| Unbekannt   | 316              | 8,49 %              |
| Albaner     | 59               | 1,58 %              |
| Andere      | 8                | 0,21 %              |
| Bosniaken   | 3                | 0,08 %              |
| Türken      | 2                | 0,05 %              |
| Serben      | 1                | 0,02 %              |
| Total       | 3.719            | 100 %               |

## Gliederung
Die Opština schließt insgesamt 30 Ortschaften ein:
- Arbinovo
- Belčišta (Hauptort)
- Botun
- Brežani
- Crvena Voda
- Dolno Sredorečie
- Godivje
- Gorenci
- Gorno Sredorečie
- Grko Pole
- Izdeglavje
- Klimeštani
- Laktinje
- Lešani
- Mešeišta
- Mramorec
- Novo Selo
- Ozdoleni
- Orovnik
- Pesočani
- Slatino
- Slatinsko Čiflik
- Slivovo
- Sošani
- Trebeništa
- Turje
- Velmej
- Volino
- Vrbjani
- Zlesti

## Verkehr
Mit dem Flughafen Ohrid bei Gorenci liegt der zweitgrößte Flughafen Nordmazedoniens auf dem Gemeindegebiet von Debarca.
Durch die Opština führt die Nationalstraße M4, welche in Debarca von der chinesisch-staatlichen Sinohydro seit 2014 zu einer Autobahn ausgebaut wird. Der 65 Kilometer lange Abschnitt zwischen Kičevo und Ohrid soll nach zweimaliger Verschiebung der Eröffnung nun bis Ende 2023 fertiggestellt und für den Verkehr freigegeben werden.